# Чудовисько (фільм)
"Льоша" (болг. Грамада) болгарський художній фільм 1936 року випуску, за сценарієм і режисурою Олександра Вазова. Оператор Стефан Мішкович. Фільм створений за поемою „Грамада“ Івана Вазова. Музика фільму від композитора Венедикта Бобчевського.

## Сюжет
Болгарія знаходиться під турецьким пануванням. Бідний хлопець Камен та Цена, дочка сільського дідуся Цеко, покохали одне-одного. Цеко хоче віддати свою дочку в гарем Халіт ага. Камен і Цена вирішують втекти.

## У фільмі знімались
- Стефан Савов — Камен
- Невена Мілошева — Цена
- Константин Кісімов — Цеко
- Єлена Снєжина
- Надія Костова
- Христо Коджабашев — Дядько Анто
- Микола Балабанов — Алі паша
- Божил Стоянов —
- Асен Камбуров —
- Панталей Хранов —
- Аспарух Темелков — Ганчо
- Іван Недялков — Піп Міхо
- Стефан Пейчев
- Дмитро Пешев
- Іван Попов